# Арвьё, Лоран
Лоран Арвьё (фр. Laurent d'Arvieux) (2 июня 1635, Марсель — 3 октября 1702, Марсель) — французский путешественник и дипломат.

## Биография
Попав в юности на Ближний Восток, где он пробыл 12 лет у своего родственника — консула в Сайде, изучил арабский и турецкий языки.
Первый министр Людовика XIV Жан-Батист Кольбер возлагал на него различные дипломатические поручения в Тунисе (1668), Стамбуле (1671) и Алжире (1674), удачное выполнение которых позволило ему занимать в 1679—1686 годах должность консула в Алеппо.

## Наследие
Автор «Записок», изданных в 1735 году под названием «Mémoires du chevalier d’Arvieux» (в 8-ми тт., в 12°).